# Pediocactus peeblesianus
Pediocactus peeblesianus  ist Pflanzenart der Gattung Pediocactus in der Familie der Kakteengewächse (Cactaceae). Das Artepitheton ehrt den US-amerikanischen Botaniker und Agrarwissenschaftler Robert Hibbs Peebles (1900–1956). Englische Trivialnamen sind „Navajo Cactus“, „Peeble´s Cactus“, „Peeble´s Hedgehog Cactus“ und „Peeble´s Navajo Cactus“.

## Beschreibung
Die einzelnen, kugel- bis eiförmigen, graugrünen Pflanzenkörper werden 1,5 bis 5 cm lang und erreichen 2 bis 3,5 cm im Durchmesser. Auf ihnen befinden sich zylindrische, 2 bis 6 mm lange und 2 bis 6 mm breite Warzen. Aus den runden Areolen entspringt der charakteristische korkige, aufgerissene, weiß bis graue Mitteldornen, der auch fehlende kann. Die drei bis vier (selten 6), kreuzförmig angeordneten Randdornen gleicher Farbe und Beschaffenheit sind 2 bis 10 mm lang.
Die trichterförmigen, ungleichmäßig am Scheitel erscheinenden Blüten weisen eine Länge 1 bis 2,5 cm auf und erreichen einen Durchmesser von 2 cm. Die Blütenhüllblätter sind gelb, cremefarben bis bräunlich und haben einen braunen Mittelstreifen. Die Blütezeit ist im April bis Mai.
Die kugelförmigen grünen bis rötlich-braunen Früchte haben einen Durchmesser von 6 mm und enthalten etwa 5 bis 10 dunkelbraune bis schwarze Samen, die innerhalb von 4 Monaten reifen.
Die Pflanzen ziehen sich während der Ruhephasen in den Boden zurück (Geophyt).

## Verbreitung

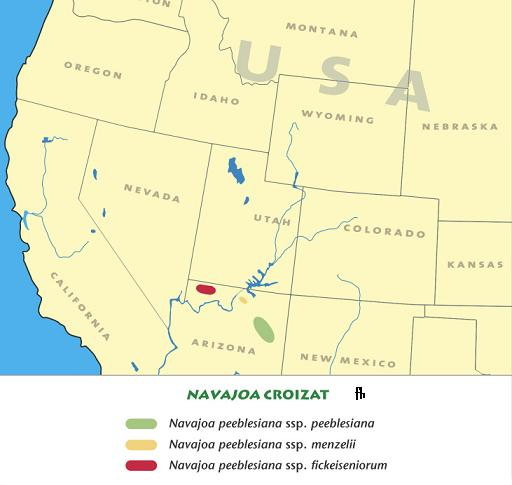
Verbreitungsgebiet der Art Pediocactus peeblesianus.

Pediocactus peeblesianus ist eine der seltensten und kleinsten Kakteenarten in den Vereinigten Staaten. Die Art wächst endemisch in Arizona im Navajo County auf kiesigen Hügeln in Höhenlagen von 1450 m bis 1600 m und ist vergesellschaftet mit Sclerocactus whipplei, Echinocactus polycephalus sowie weiteren Opuntia- und Yucca-Arten.

## Systematik
Die ersten Pflanzen wurden 1935 von Whittacker, der für das Arizona Highway Department arbeitete, in der Nähe von Holbrook in Zentral-Arizona entdeckt. 1943 erfolgte unter dem Namen Navajoa peeblesiana die Erstbeschreibung durch Léon Camille Marius Croizat. Lyman David Benson stellte die Art 1962 in die Gattung Pediocactus.
Fritz Hochstätter unterschied in seiner Bearbeitung als monotypische Gattung Navajoa 2007 drei Unterarten:
- Navajoa peeblesiana subsp. peeblesiana
- Navajoa peeblesiana subsp. fickeiseniorum (Hochstätter) Hochstätter
- Navajoa peeblesiana subsp. menzelii (Hochstätter) Hochstätter

Synonyme sind:
- Navajoa peeblesiana Croizat (1943, unkorrekter Name ICBN-Artikel 11.4)[3]
- Toumeya peeblesiana (Croizat) W.T.Marshall (1947)[4]
- Echinocactus peeblesianus (Croizat) L.D.Benson (1950)[5]
- Utahia peeblesiana (Croizat) Kladiwa (1969)[6]
- Neonavajoa peeblesiana (Croizat) Doweld (1999)[7]

## Gefährdung
Die Art und alle ihre Unterarten sind bedroht und wurden in den Anhang I des Washingtoner Artenschutzabkommens zum Schutz gefährdeter Arten aufgenommen. In der Roten Liste gefährdeter Arten der IUCN wird die Art als „Least Concern (LC)“, d. h. als nicht gefährdet geführt.